# France au Concours Eurovision de la chanson 2019
La France est l'un des quarante et un pays participants du Concours Eurovision de la chanson 2019, qui se déroule à Tel-Aviv en Israël. Le pays est représenté par Bilal Hassani et sa chanson Roi, sélectionnés via Destination Eurovision 2019. Le pays termine 16e lors de la finale du Concours, recevant un total de 105 points.

## Sélection

Logo de la sélection française.

La France participe à l'Eurovision 2019. Son mode de sélection est identique à l'année précédente : une sélection nationale nommée Destination Eurovision 2019 diffusée sur France 2.
La conférence de presse annonçant les artistes et les détails de la sélection télévisée a eu lieu le 6 décembre 2018.
Le télé-crochet est présenté par Garou.

### Format
Destination Eurovision consiste en deux demi-finales et une finale, toutes en direct. Dix-huit chansons concourent pour représenter la France. Durant chaque demi-finale, neuf artistes sont en compétition. Chacun interprète une reprise puis sa chanson originale. Au terme de chaque demi-finale, quatre sont qualifiés pour la finale via le vote des téléspectateurs (à 50 %) et d'un jury international de 5 pays (à 50 %).
Sandy Héribert recueille les impressions des candidats dans la green room.

### Jurys

#### Jury francophone
Le jury national est composé de deux chanteurs et une chanteuse de langue française, avec un rôle uniquement consultatif :
- André Manoukian, auteur-compositeur français, ancien juré de Nouvelle Star en France, commentateur des demi-finales de l'Eurovision 2018 ;
- Christophe Willem, chanteur, vainqueur de Nouvelle Star et ancien juré de X Factor en France, commentateur des demi-finales et de la finale de l'Eurovision 2018.
- Vitaa, chanteuse française, jurée de The Voice Belgique ;

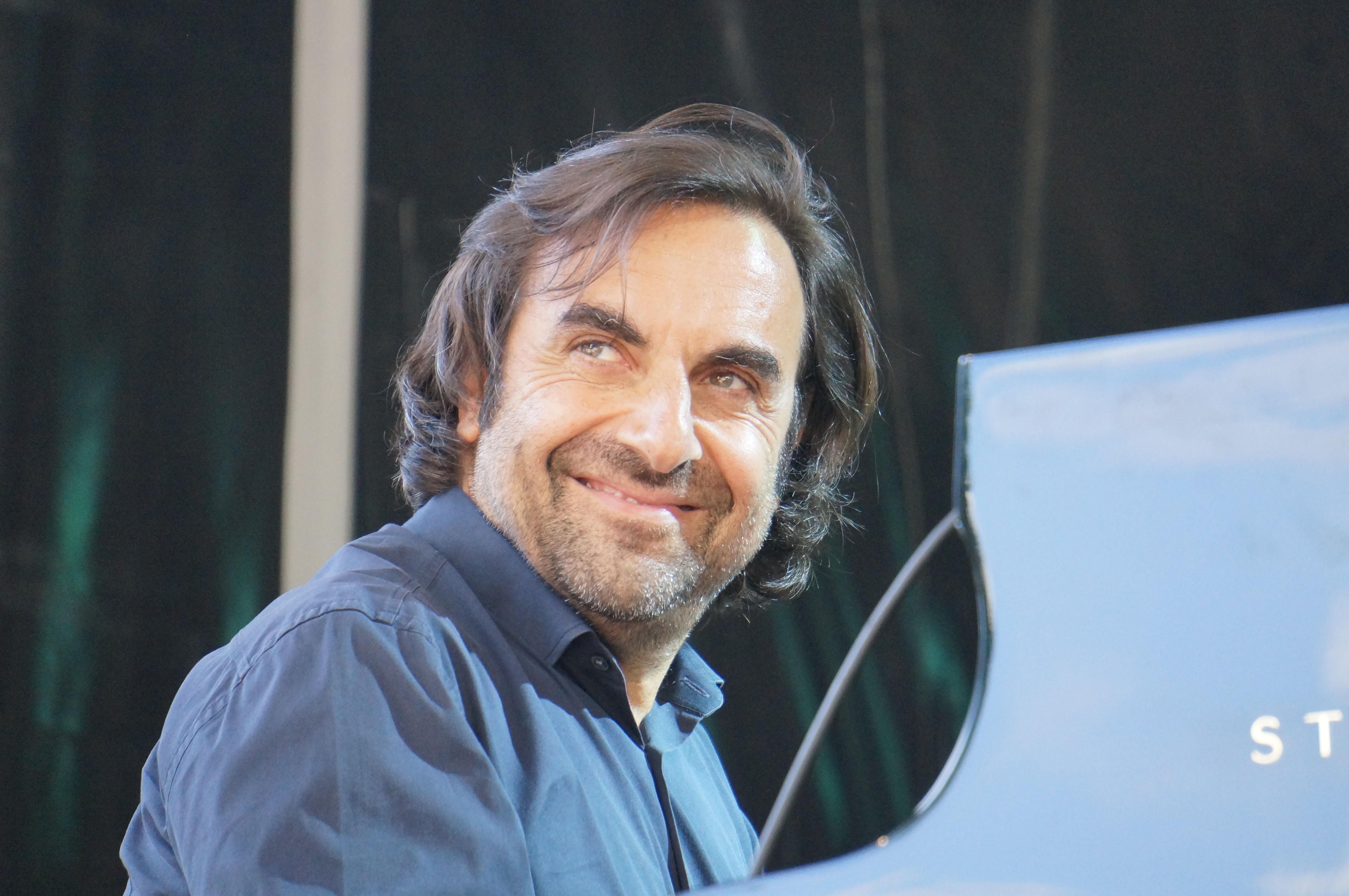
André Manoukian
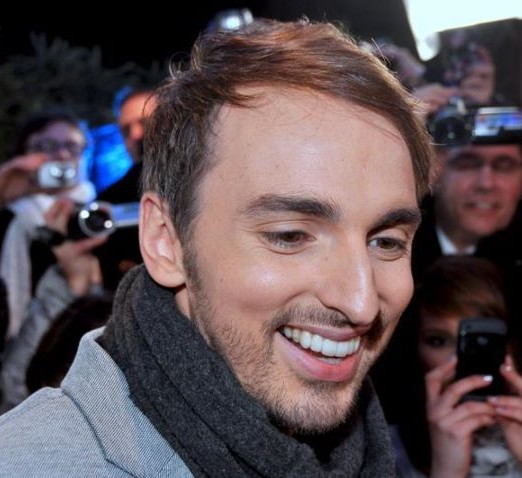
Christophe Willem

#### Jury international
Le jury international est composé de 5 représentants de 5 pays pour la première demi-finale, de 5 autres pays pour la seconde, et de 10 représentants de 10 autres pays pour la finale.
Lors de la première demi-finale, les jurés internationaux qui désignent en partie les finalistes sont :
- Arménie : David Tserunyan, producteur et chef de la délégation arménienne à l'Eurovision ;
- Israël : Tali Eshkoli, co-productrice du Concours Eurovision de la chanson 2019 à Tel Aviv ;
- Portugal : Carla Bugalho Trindade, co-productrice du Concours Eurovision de la chanson 2018 à Lisbonne ;
- Royaume-Uni : Paul Jordan, spécialiste de l'Eurovision ;
- Serbie : Sanja Vučić, représentante de la Serbie au Concours Eurovision de la chanson 2016 et plus tard au sein du groupe Hurricane au Concours Eurovision de la chanson 2021

Lors de la deuxième demi-finale, les jurés internationaux sont :
- Arménie : Anushik Ter-Ghukasyan, chef de délégation de l'Arménie.
- Autriche : Zoë Straub, représentante de l'Autriche au Concours Eurovision de la chanson 2016 ;
- Géorgie : Natia Mshvenieradze, chef de la délégation de la Géorgie ;
- Tchéquie : Mikolas Josef, représentant de la Tchéquie au Concours Eurovision de la chanson 2018 ;
- Suède : Christer Björkman, chef de la délégation de la Suède, producteur du Melodifestivalen et représentant de la Suède au Concours Eurovision de la chanson 1992 ;

Lors de la finale, les jurés internationaux sont :
- Albanie : Rona Nishliu, représentante de l'Albanie au Concours Eurovision de la chanson 2012 ;
- Allemagne : Christoph Pellander, chef de la délégation de l'Allemagne ;
- Biélorussie : Olga Salamakha, chef de la délégation de la Biélorussie ;
- Chypre : Aléxandros Panayís, représentant de Chypre aux concours Eurovision de la chanson de 1995 et 2000 ;
- Espagne : Beatriz Luengo, chanteuse et actrice principale de la série à succès Un, dos, tres ;
- Irlande : Michael Kealy, chef de la délégation de l'Irlande ;
- Israël : Doron Medalie, auteur de plusieurs chansons ayant représenté Israël, dont la chanson victorieuse Toy ;
- Italie : Nicola Caligiore, chef de la délégation de l'Italie ;
- Russie : Ekaterina Orlova, productrice d'émissions musicales en Russie ;
- Suisse : Reto Peritz, chef de la délégation de la Suisse.

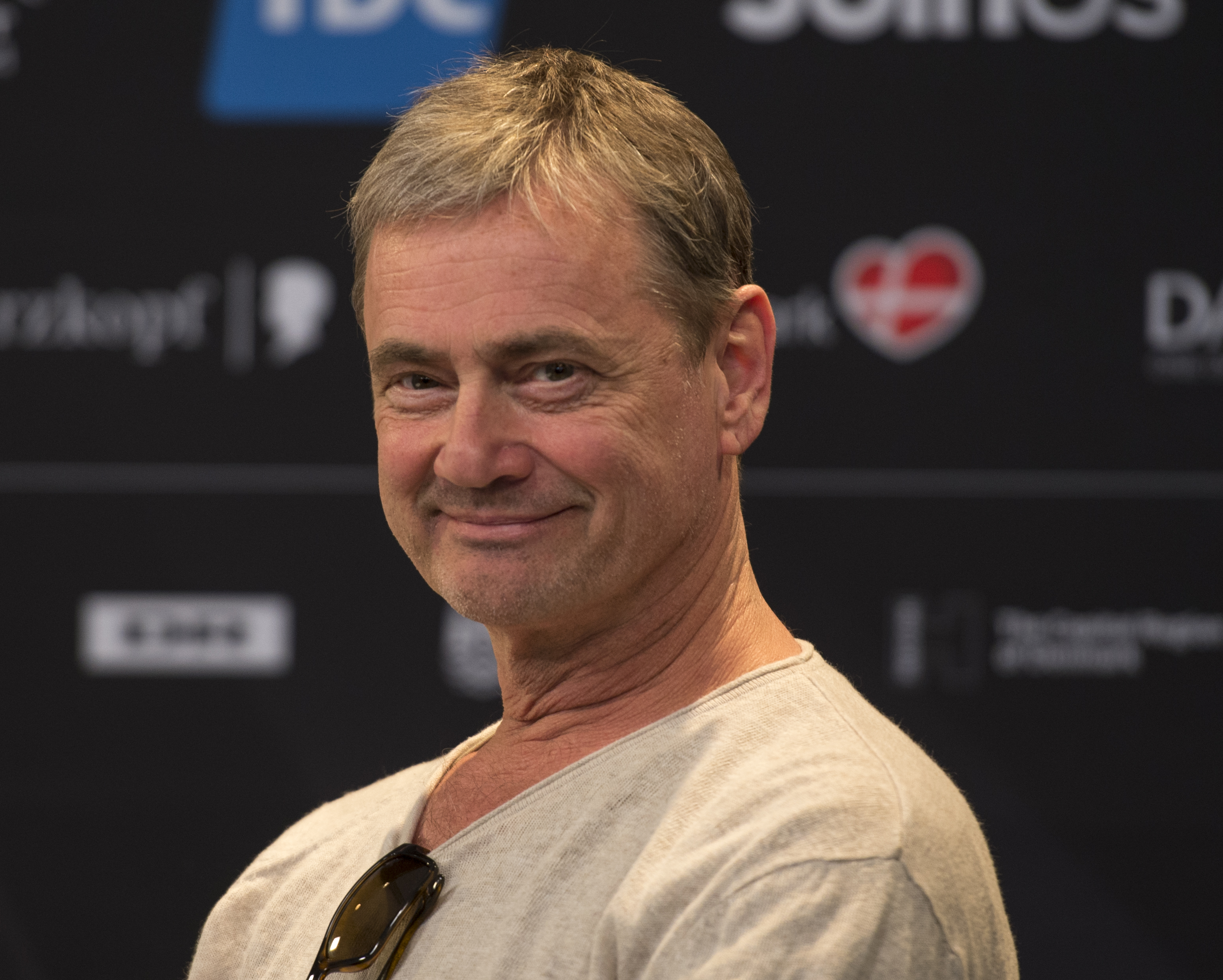
Christer Björkman
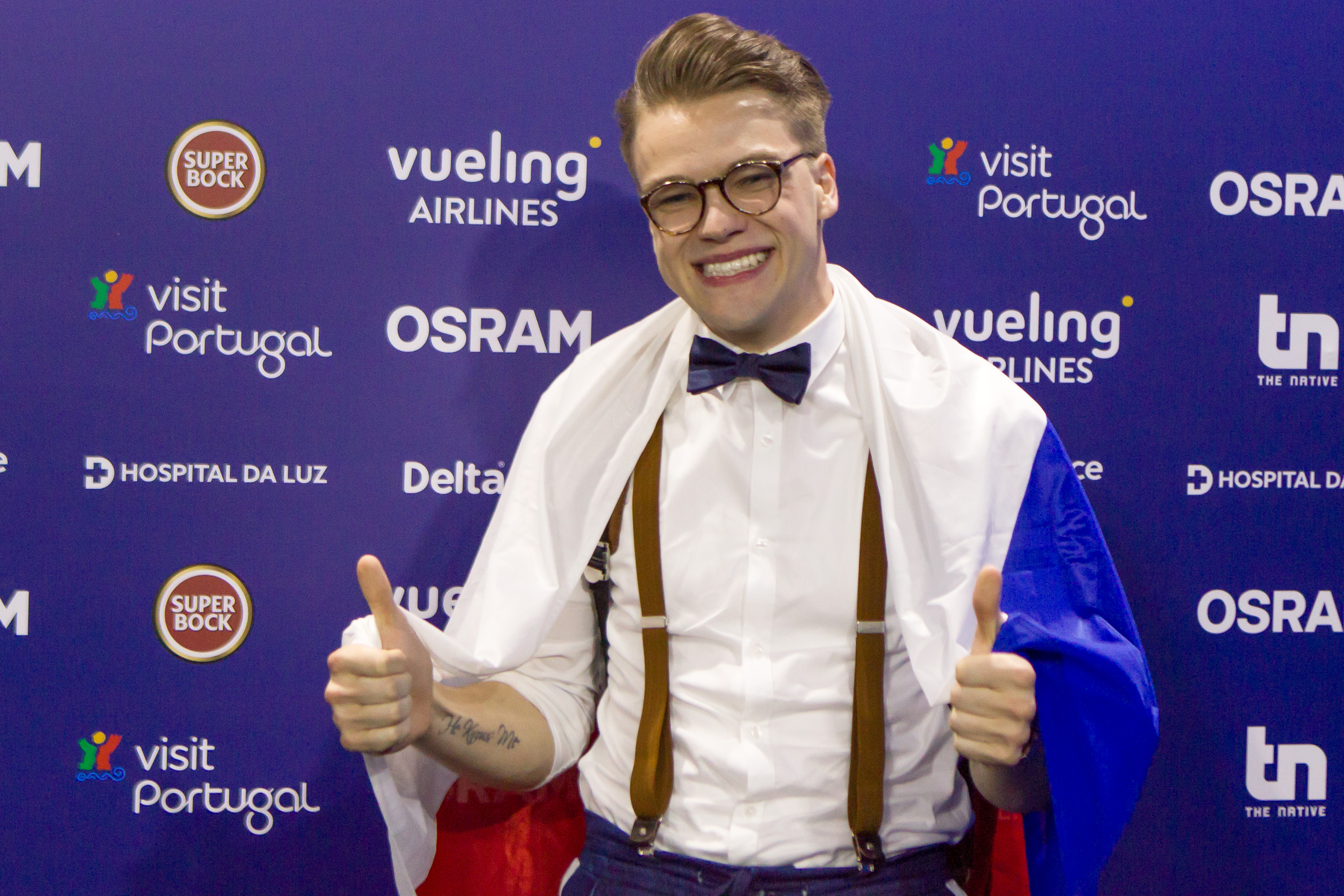
Mikolas Josef
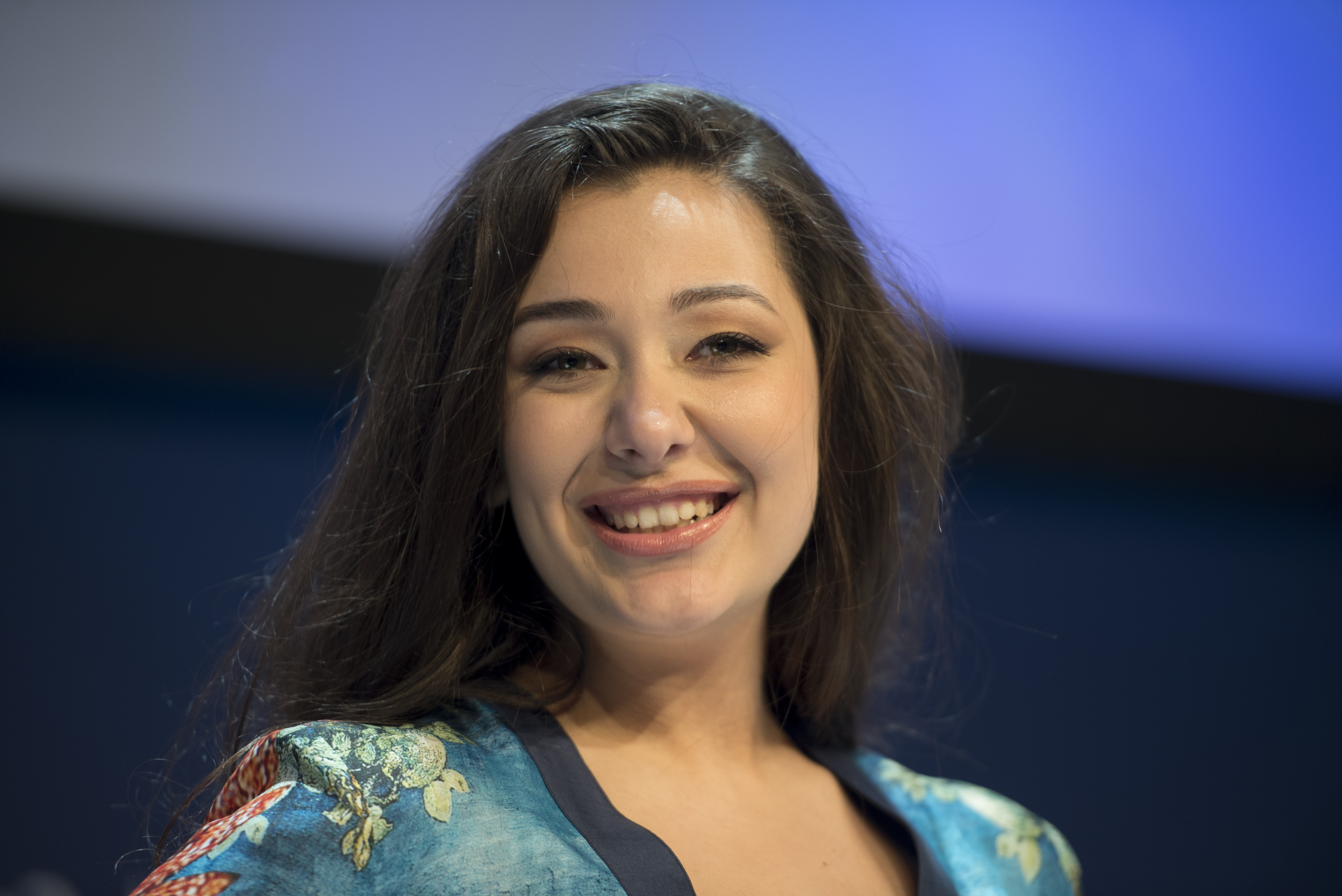
Sanja Vučić
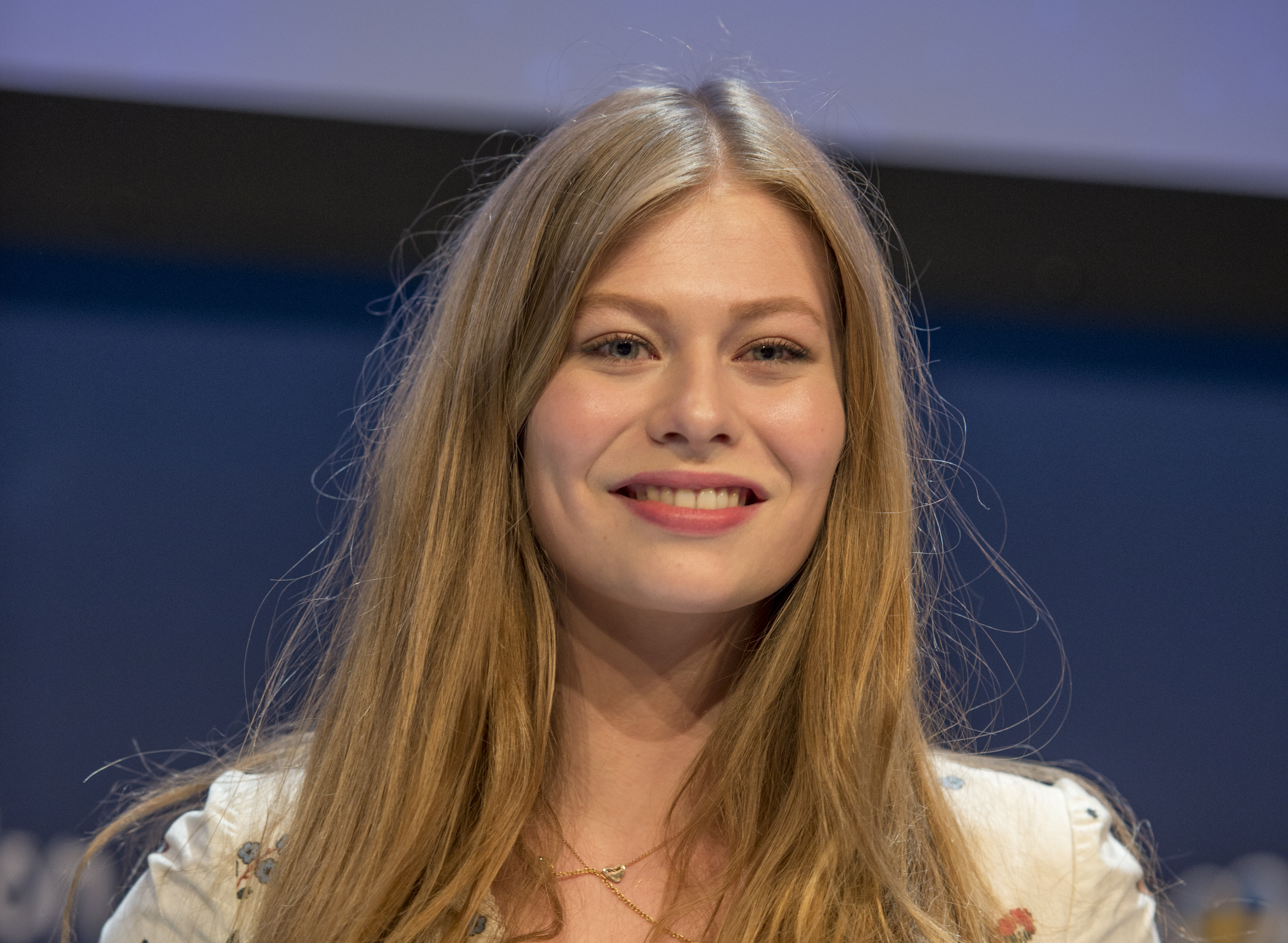
Zoë Straub

### Chansons
| Artiste            | Langue                      | Chanson                              | Traduction       | Auteur(s) / Compositeur(s)                                                  |
| ------------------ | --------------------------- | ------------------------------------ | ---------------- | --------------------------------------------------------------------------- |
| Aysat              | Français                    | Comme une grande                     | —                | Aysat, Mohamed Zayana                                                       |
| Battista Acquaviva | Corse                       | Passiò                               | La passion       | Battista Acquaviva, Florent Bidoyen, Théodore Eristoff                      |
| Bilal Hassani      | Français, anglais           | Roi                                  | —                | Bilal Hassani, Madame Monsieur, Medeline                                    |
| Chimène Badi       | Français                    | Là-haut                              | —                | Yseult, Yacine Azeggagh, Corson, Boban Apostolov (en)                       |
| Doutson            | Français                    | Sois un bon fils                     | —                | Mamadou Niakate, Jean-Pascal Anziani, Ryad Bouchami, Caz B                  |
| Emmanuel Moire     | Français                    | La Promesse                          | —                | Emmanuel Moire                                                              |
| Florina            | Français, anglais           | In the Shadow                        | Dans l'ombre     | Manon Romiti, Silvio Lisonne, Pierre-Laurent Faure, Adrien Levron           |
| Gabriella          | Français, anglais           | On cherche encore (Never Get Enough) | — (Jamais assez) | Gabriella Laberge, Christian Sbrocca, Richard Turcotte, Zander Howard Scott |
| Lautner            | Français                    | J'ai pas le temps                    | —                | John Mamann, Sophie Tapie, Johnny Goldstein (en), Koby Hass                 |
| Mazy               | Français                    | Oulala                               | —                | Julie Mazi                                                                  |
| Naestro            | Français                    | Le brasier                           | —                | Mark Hekic, Alexandra Maquet, Thierry Leteurtre                             |
| Noémie             | Français                    | Ma petite famille                    | —                | Noémie, Youssoupha, Cehashi                                                 |
| PhilipElise        | Français                    | Madame La Paix                       | —                | Elise Philip, Guillaume Soulan                                              |
| Seemone            | Français                    | Tous les deux                        | —                | Fabrice Mantegna, Alexandre Mazarguil, Léa Simoncini                        |
| Silvàn Areg        | Français                    | Allez leur dire                      | —                | Caz B, Mamadou Niakate, Erick Ness                                          |
| The Divaz          | Français, anglais           | La voix d'Aretha                     | —                | Yacine Azeggagh, Marielle Hervé                                             |
| Tracy De Sá        | Français, anglais, espagnol | Por Aqui                             | Par ici          | Tracy De Sá, Tiery-F                                                        |
| Ugo                | Français                    | Ce qui me blesse                     | —                | Ugo Benterfa, Vicken Sayrin                                                 |

La chanson Allez leur dire, avec laquelle concourt Sylvàn Areg, s'appelait initialement Le Petit Nicolas (lors des sélections en interne par France 2 et lors de la première demi-finale). Sur la demande des ayants droit de Sempé et Goscinny, le chanteur doit changer de titre pour ne pas interférer avec l'œuvre littéraire. Le titre de la chanson devient alors Allez leur dire. L'un des co-auteurs est Mamadou Niakate alias Doutson qui est également l'un des dix-huit artistes candidats de cette sélection.

### Résultats

#### Première demi-finale
La première demi-finale a eu lieu le samedi 12 janvier 2019, en direct, à 21 heures.
4 artistes sur les 9 en compétition ont été qualifiés en finale.
- Qualifiés
- Non qualifiés

| Ordre | Artiste            | Chanson           | Reprise                                        | Jury international | Jury international | Télévote    | Télévote | Télévote | Total | Place |
| Ordre | Artiste            | Chanson           | Reprise                                        | Points             | Place              | Pourcentage | Points   | Place    | Total | Place |
| ----- | ------------------ | ----------------- | ---------------------------------------------- | ------------------ | ------------------ | ----------- | -------- | -------- | ----- | ----- |
| 1     | Naestro            | Le brasier        | Perfect - Ed Sheeran                           | 12                 | 7                  | 3,81 %      | 8        | 8        | 20    | 9     |
| 2     | Florina            | In the Shadow     | Hymne à l'amour - Édith Piaf                   | 0                  | 9                  | 10,00 %     | 21       | 4        | 21    | 8     |
| 3     | Chimène Badi       | Là-haut           | Non, je ne regrette rien - Édith Piaf          | 22                 | 5                  | 20,95 %     | 44       | 2        | 66    | 2     |
| 4     | Battista Acquaviva | Passiò            | Parla Più Piano - Gianni Morandi               | 2                  | 8                  | 13,81 %     | 29       | 3        | 31    | 7     |
| 5     | Silvàn Areg        | Le Petit Nicolas  | Un homme debout - Claudio Capéo                | 38                 | 2                  | 10,00 %     | 21       | 4        | 59    | 3     |
| 6     | Bilal Hassani      | Roi               | Carmen - Stromae                               | 58                 | 1                  | 27,14 %     | 57       | 1        | 115   | 1     |
| 7     | Aysat              | Comme une grande  | Dancing Queen - ABBA                           | 34                 | 3                  | 2,86 %      | 6        | 9        | 40    | 4     |
| 8     | Lautner            | J'ai pas le temps | J'ai cherché - Amir                            | 26                 | 4                  | 4,29 %      | 9        | 7        | 35    | 5     |
| 9     | Mazy               | Oulala            | Si seulement je pouvais lui manquer - Calogero | 18                 | 6                  | 7,14 %      | 15       | 6        | 33    | 6     |

| Votes détaillés du jury international | Votes détaillés du jury international | Votes détaillés du jury international | Votes détaillés du jury international | Votes détaillés du jury international | Votes détaillés du jury international | Votes détaillés du jury international | Votes détaillés du jury international | Votes détaillés du jury international |
| Ordre                                 | Artiste                               | Chanson                               | P. Jordan                             | S. Vucic                              | D. Tserunyan                          | T. Eshkoli                            | C. Bugalho                            | Total                                 |
| ------------------------------------- | ------------------------------------- | ------------------------------------- | ------------------------------------- | ------------------------------------- | ------------------------------------- | ------------------------------------- | ------------------------------------- | ------------------------------------- |
| 1                                     | Naestro                               | Le brasier                            | 6                                     | 2                                     | –                                     | 2                                     | 2                                     | 12                                    |
| 2                                     | Florina                               | In the Shadow                         | –                                     | –                                     | –                                     | –                                     | –                                     | 0                                     |
| 3                                     | Chimène Badi                          | Là-haut                               | 8                                     | –                                     | 2                                     | 6                                     | 6                                     | 22                                    |
| 4                                     | Battista Acquaviva                    | Passiò                                | 2                                     | –                                     | –                                     | –                                     | –                                     | 2                                     |
| 5                                     | Silvàn Areg                           | Le Petit Nicolas                      | –                                     | 6                                     | 10                                    | 12                                    | 10                                    | 38                                    |
| 6                                     | Bilal Hassani                         | Roi                                   | 12                                    | 12                                    | 12                                    | 10                                    | 12                                    | 58                                    |
| 7                                     | Aysat                                 | Comme une grande                      | –                                     | 10                                    | 8                                     | 8                                     | 8                                     | 34                                    |
| 8                                     | Lautner                               | J'ai pas le temps                     | 10                                    | 8                                     | 4                                     | 4                                     | –                                     | 26                                    |
| 9                                     | Mazy                                  | Oulala                                | 4                                     | 4                                     | 6                                     | –                                     | 4                                     | 18                                    |

#### Deuxième demi-finale
La deuxième demi-finale a eu lieu le samedi 19 janvier 2019, en direct, à 21 heures. Netta, la gagnante de la précédente édition du Concours Eurovision, y interprète son titre victorieux Toy.
4 artistes sur les 9 en compétition ont été qualifiés en finale.
| Ordre | Artiste        | Chanson                              | Reprise                              | Jury international | Jury international | Télévote    | Télévote | Télévote | Total | Place |
| Ordre | Artiste        | Chanson                              | Reprise                              | Points             | Place              | Pourcentage | Points   | Place    | Total | Place |
| ----- | -------------- | ------------------------------------ | ------------------------------------ | ------------------ | ------------------ | ----------- | -------- | -------- | ----- | ----- |
| 1     | Gabriella      | On cherche encore (Never Get Enough) | L'encre de tes yeux - Francis Cabrel | 14                 | 7                  | 8,57 %      | 18       | 4        | 32    | 6     |
| 2     | The Divaz      | La voix d'Aretha                     | Respect - Aretha Franklin            | 26                 | 4                  | 13,33 %     | 28       | 3        | 54    | 3     |
| 3     | Ugo            | Ce qui me blesse                     | Résiste - France Gall                | 30                 | 2                  | 3,81 %      | 8        | 8        | 38    | 5     |
| 4     | Tracy De Sá    | Por Aqui                             | Lose Yourself - Eminem               | 2                  | 9                  | 6,19 %      | 13       | 6        | 15    | 8     |
| 5     | Emmanuel Moire | La Promesse                          | Take on Me - A-ha                    | 28                 | 3                  | 26,67 %     | 56       | 1        | 84    | 2     |
| 6     | Noémie         | Ma petite famille                    | Wonderwall - Oasis                   | 8                  | 8                  | 2,86 %      | 6        | 9        | 14    | 9     |
| 7     | Seemone        | Tous les deux                        | Magnolias For Ever - Claude François | 60                 | 1                  | 25,24 %     | 53       | 2        | 113   | 1     |
| 8     | Doutson        | Sois un bon fils                     | Femme libérée - Cookie Dingler       | 24                 | 5                  | 7,14 %      | 15       | 5        | 39    | 4     |
| 9     | PhilipElise    | Madame La Paix                       | J'veux du Soleil - Au p'tit bonheur  | 18                 | 6                  | 6,19 %      | 13       | 6        | 31    | 7     |

| Votes détaillés du jury international | Votes détaillés du jury international | Votes détaillés du jury international | Votes détaillés du jury international | Votes détaillés du jury international | Votes détaillés du jury international | Votes détaillés du jury international | Votes détaillés du jury international | Votes détaillés du jury international |
| Ordre                                 | Artiste                               | Chanson                               | A. Ter-Ghukasyan                      | Z. Straub                             | N. Mshvenieradze                      | M. Josef                              | C. Björkman                           | Total                                 |
| ------------------------------------- | ------------------------------------- | ------------------------------------- | ------------------------------------- | ------------------------------------- | ------------------------------------- | ------------------------------------- | ------------------------------------- | ------------------------------------- |
| 1                                     | Gabriella                             | On cherche encore (Never Get Enough)  | –                                     | 10                                    | –                                     | 4                                     | –                                     | 14                                    |
| 2                                     | The Divaz                             | La voix d'Aretha                      | 2                                     | 8                                     | 6                                     | 6                                     | 4                                     | 26                                    |
| 3                                     | Ugo                                   | Ce qui me blesse                      | 8                                     | 4                                     | 8                                     | –                                     | 10                                    | 30                                    |
| 4                                     | Tracy De Sá                           | Por Aqui                              | –                                     | —                                     | –                                     | –                                     | 2                                     | 2                                     |
| 5                                     | Emmanuel Moire                        | La Promesse                           | 10                                    | 6                                     | 4                                     | –                                     | 8                                     | 28                                    |
| 6                                     | Noémie                                | Ma petite famille                     | –                                     | –                                     | –                                     | 8                                     | –                                     | 8                                     |
| 7                                     | Seemone                               | Tous les deux                         | 12                                    | 12                                    | 12                                    | 12                                    | 12                                    | 60                                    |
| 8                                     | Doutson                               | Sois un bon fils                      | 6                                     | –                                     | 2                                     | 10                                    | 6                                     | 24                                    |
| 9                                     | PhilipElise                           | Madame La Paix                        | 4                                     | 2                                     | 10                                    | 2                                     | –                                     | 18                                    |

À la fin de la deuxième demi-finale, après le vote final, Garou fait un récapitulatif des chansons qualifiées pour la finale et cite la chanson Allez leur dire (initialement intitulée Le petit Nicolas) mais ne donne aucune explication quant au changement de nom.

#### Finale
La finale a eu lieu le samedi 26 janvier 2019, à 21 heures.
| Ordre | Artiste        | Chanson          | Reprise                                           | Jury international | Jury international | Télévote    | Télévote | Télévote | Total | Place |
| Ordre | Artiste        | Chanson          | Reprise                                           | Points             | Place              | Pourcentage | Points   | Place    | Total | Place |
| ----- | -------------- | ---------------- | ------------------------------------------------- | ------------------ | ------------------ | ----------- | -------- | -------- | ----- | ----- |
| 1     | Chimène Badi   | Là-haut          | Ne partez pas sans moi - Céline Dion              | 56                 | 4e                 | 15,0%       | 63       | 2e       | 119   | 3e    |
| 2     | Silvàn Areg    | Allez leur dire  | C'est le dernier qui a parlé qui a raison - Amina | 76                 | 2e                 | 6,2%        | 26       | 6e       | 102   | 5e    |
| 3     | The Divaz      | La voix d'Aretha | Waterloo - ABBA                                   | 44                 | 6e                 | 11,4%       | 48       | 5e       | 92    | 6e    |
| 4     | Emmanuel Moire | La Promesse      | Euphoria - Loreen                                 | 64                 | 3e                 | 12,1%       | 51       | 4e       | 115   | 4e    |
| 5     | Doutson        | Sois un bon fils | J'ai cherché - Amir                               | 10                 | 8e                 | 1,9%        | 8        | 8e       | 18    | 8e    |
| 6     | Seemone        | Tous les deux    | L'oiseau et l'enfant - Marie Myriam               | 94                 | 1er                | 14,8%       | 62       | 3e       | 156   | 2e    |
| 7     | Bilal Hassani  | Roi              | Fuego - Eleni Foureira                            | 50                 | 5e                 | 35,7%       | 150      | 1er      | 200   | 1er   |
| 8     | Aysat          | Comme une grande | Fairytale - Alexander Rybak                       | 26                 | 7e                 | 2,9%        | 12       | 7e       | 38    | 7e    |

| Votes détaillés du jury international | Votes détaillés du jury international | Votes détaillés du jury international | Votes détaillés du jury international | Votes détaillés du jury international | Votes détaillés du jury international | Votes détaillés du jury international | Votes détaillés du jury international | Votes détaillés du jury international | Votes détaillés du jury international | Votes détaillés du jury international | Votes détaillés du jury international | Votes détaillés du jury international | Votes détaillés du jury international |
| Ordre                                 | Artiste                               | Chanson                               | B. Luengo                             | R. Nishliu                            | E. Orlova                             | N. Caligiore                          | D. Medalie                            | R. Peritz                             | M. Kealy                              | C. Pellander                          | O. Salamakha                          | A. Panayís                            | Total                                 |
| ------------------------------------- | ------------------------------------- | ------------------------------------- | ------------------------------------- | ------------------------------------- | ------------------------------------- | ------------------------------------- | ------------------------------------- | ------------------------------------- | ------------------------------------- | ------------------------------------- | ------------------------------------- | ------------------------------------- | ------------------------------------- |
| 1                                     | Chimène Badi                          | Là-haut                               | 2                                     | 6                                     | 12                                    | 4                                     | –                                     | 6                                     | 2                                     | 10                                    | 10                                    | 4                                     | 56                                    |
| 2                                     | Silvàn Areg                           | Allez leur dire                       | 12                                    | 4                                     | 6                                     | 2                                     | 10                                    | 12                                    | 12                                    | 8                                     | 2                                     | 8                                     | 76                                    |
| 3                                     | The Divaz                             | La voix d'Aretha                      | 4                                     | –                                     | 10                                    | 6                                     | 12                                    | 2                                     | –                                     | 2                                     | 6                                     | 2                                     | 44                                    |
| 4                                     | Emmanuel Moire                        | La Promesse                           | 8                                     | 8                                     | 8                                     | 10                                    | –                                     | –                                     | 8                                     | 4                                     | 8                                     | 10                                    | 64                                    |
| 5                                     | Doutson                               | Sois un bon fils                      | –                                     | 2                                     | –                                     | –                                     | 4                                     | –                                     | 4                                     | –                                     | –                                     | –                                     | 10                                    |
| 6                                     | Seemone                               | Tous les deux                         | 6                                     | 12                                    | –                                     | 12                                    | 8                                     | 10                                    | 10                                    | 12                                    | 12                                    | 12                                    | 94                                    |
| 7                                     | Bilal Hassani                         | Roi                                   | 10                                    | 10                                    | 2                                     | –                                     | 2                                     | 4                                     | 6                                     | 6                                     | 4                                     | 6                                     | 50                                    |
| 8                                     | Aysat                                 | Comme une grande                      | –                                     | –                                     | 4                                     | 8                                     | 6                                     | 8                                     | –                                     | –                                     | –                                     | –                                     | 26                                    |

### Audiences
| Type            | Jour et horaire de diffusion           | Audience moyenne          | Audience moyenne | Classement des audiences de la soirée | Références |
| Type            | Jour et horaire de diffusion           | Nombre de téléspectateurs | PDM              | Classement des audiences de la soirée | Références |
| --------------- | -------------------------------------- | ------------------------- | ---------------- | ------------------------------------- | ---------- |
| 1re demi-finale | Samedi 12 janvier 2019 (21 h -23 h 40) | 2 136 000                 | 11,8 %           | 3e                                    | [ 6 ]      |
| 2e demi-finale  | Samedi 19 janvier 2019 (21 h -23 h 50) | 1 490 000                 | 7,8 %            | 4e                                    | [ 7 ]      |
| Finale          | Samedi 26 janvier 2019 (21 h -23 h 55) | 2 140 000                 | 11,7 %           | 3e                                    | [ 8 ]      |

## Polémiques sur la tenue de l'Eurovision 2019 en Israël
La tenue de l'Eurovision 2019 en Israël a déclenché l'opposition des groupes soutenant les droits des Palestiniens. Des militants de la campagne BDS France ont perturbé en direct la deuxième demi-finale ainsi que la finale de Destination Eurovision en brandissant des pancartes « Pas d'Eurovision 2019 en Israël ». Les images n'ont pas été diffusées lors de la finale, puisque France 2 a diffusé l'émission en différé de quelques minutes, ce qui a permis la chaîne de couper ce passage.
De plus, certains candidats ont affirmé avoir reçu des menaces concernant leur participation au Concours.

## À l'Eurovision
En tant que membre du Big Five, la France est qualifiée d'office pour la finale du Concours, le 18 mai 2019. Elle vote cependant lors de la première demi-finale, le 14 mai 2019.

### Points attribués par la France

#### Première demi-finale
| 12 points | Islande     |
| 10 points | Hongrie     |
| 8 points  | Tchéquie    |
| 7 points  | Australie   |
| 6 points  | Chypre      |
| 5 points  | Grèce       |
| 4 points  | Biélorussie |
| 3 points  | Serbie      |
| 2 points  | Géorgie     |
| 1 point   | Estonie     |

| 12 points | Portugal  |
| 10 points | Islande   |
| 8 points  | Pologne   |
| 7 points  | Australie |
| 6 points  | Serbie    |
| 5 points  | Belgique  |
| 4 points  | Géorgie   |
| 3 points  | Grèce     |
| 2 points  | Slovénie  |
| 1 point   | Estonie   |

#### Finale
| 12 points | Pays-Bas          |
| 10 points | Suède             |
| 8 points  | Italie            |
| 7 points  | Macédoine du Nord |
| 6 points  | Azerbaïdjan       |
| 5 points  | Islande           |
| 4 points  | Australie         |
| 3 points  | Tchéquie          |
| 2 points  | Suisse            |
| 1 point   | Danemark          |

| 12 points | Israël    |
| 10 points | Italie    |
| 8 points  | Norvège   |
| 7 points  | Espagne   |
| 6 points  | Australie |
| 5 points  | Pays-Bas  |
| 4 points  | Danemark  |
| 3 points  | Russie    |
| 2 points  | Suisse    |
| 1 point   | Islande   |

### Points attribués à la France
| 12 points | 10 points | 8 points | 7 points | 6 points | 5 points         | 4 points         | 3 points                                | 2 points                           | 1 point        |
| --------- | --------- | -------- | -------- | -------- | ---------------- | ---------------- | --------------------------------------- | ---------------------------------- | -------------- |
|           | Australie | Belgique |          | Pologne  | Autriche Géorgie | Allemagne Chypre | Albanie Croatie Estonie Italie Slovénie | Israël Tchéquie Royaume-Uni Suisse | Islande Serbie |

| 12 points | 10 points | 8 points | 7 points | 6 points | 5 points | 4 points               | 3 points                | 2 points        | 1 point                |
| --------- | --------- | -------- | -------- | -------- | -------- | ---------------------- | ----------------------- | --------------- | ---------------------- |
|           | Belgique  |          |          |          |          | Arménie Espagne Israël | Australie Chypre Suisse | Italie Portugal | Grèce Hongrie Roumanie |

A l'issue de la finale, la France totalise 105 points (67 des jurys professionnels et 38 du télévote), ce qui la classe 16e sur 26.

### Après l'Eurovision
Bilal Hassani a remporté lors des NRJ Music Awards, le 9 novembre 2019, le prix "Révélation Francophone de L'Année", une première dans l'histoire de la France à l'Eurovision.